# Oberpfälzer Wald

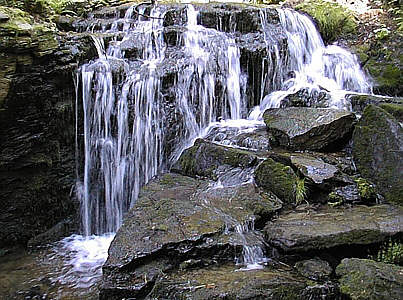
Oberpfälzer Wald

Oberpfälzer Wald (în cehă Český les = Pădurea Boemiei) este o regiune muntoasă ce aparține de Mittelgebirge, situată la sud de Fichtelgebirge și la nord de Bayerischer Wald, de-a lungul graniței dintre Germania și Cehia.

## Geografie
Regiunea se întinde pe o lungime de 100 km, fiind limitată la nord de orașul Waldsassen și la sud de Waldmünchen. Spre sud se continuă cu depresiunile Cham-Further Senke, Neumarker Senke, trecătoarea  Neumarker Pass și Neugedeiner Furche care o desparte de Böhmerwald (Pădurea Boemiei) din Cehia.

## Caractere
Rocile ce predomină în regiune sunt granitul. Caracteristic regiunii sunt văile adânci, pe înălțimi cu cetăți sau ruini numeroase, pe cursul apelor se află sporadic câte o piuă din evul mediu.

## Munți

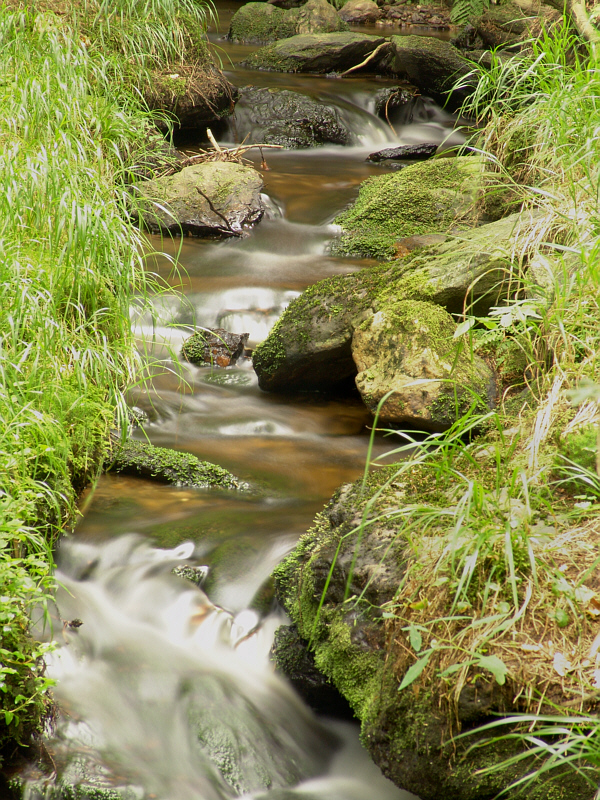
Waldbach (Muglbach) in Oberpfälzer Wald

- Čerchov ("Schwarzkopf"; 1042 m), Cehia
- Dyleň ("Tillenberg"; 939 m), Cehia
- Entenbühl (901 m), Bavaria
- Weingartenfels (896 m), Bavaria
- Signalberg (888 m), Bavaria
- Reichenstein (874 m), Bavaria
- Frauenstein (835 m), Bavaria
- Schellenberg (829 m), Bavaria
- Stückstein (808 m), Bavaria
- Steinberg (802 m), Bavaria
- Fahrenberg (801 m), Bavaria
- Schwarzwihrberg / Schloßberg (706 m), Bavaria
- Fischerberg (633 m), Bavaria
- Heiligdreifaltigkeitsberg (631 m), Bavaria
- Johannisberg (605 m), Bavaria

## Localități

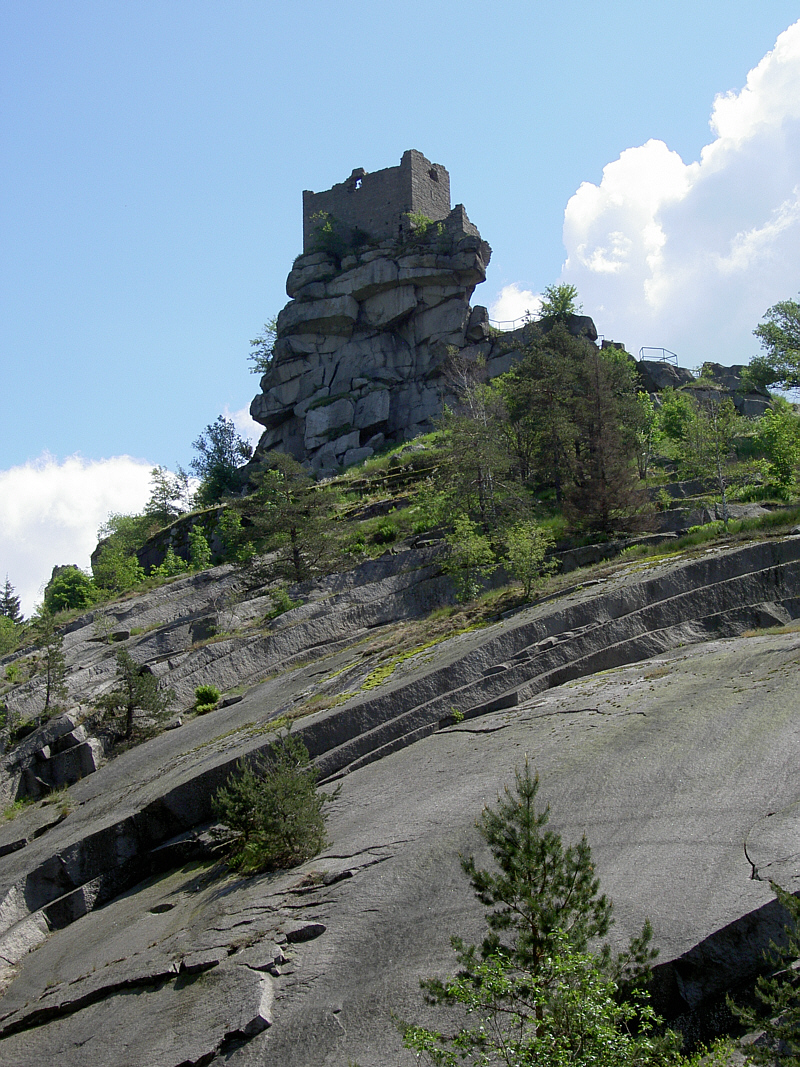
Ruina Flossenbürg

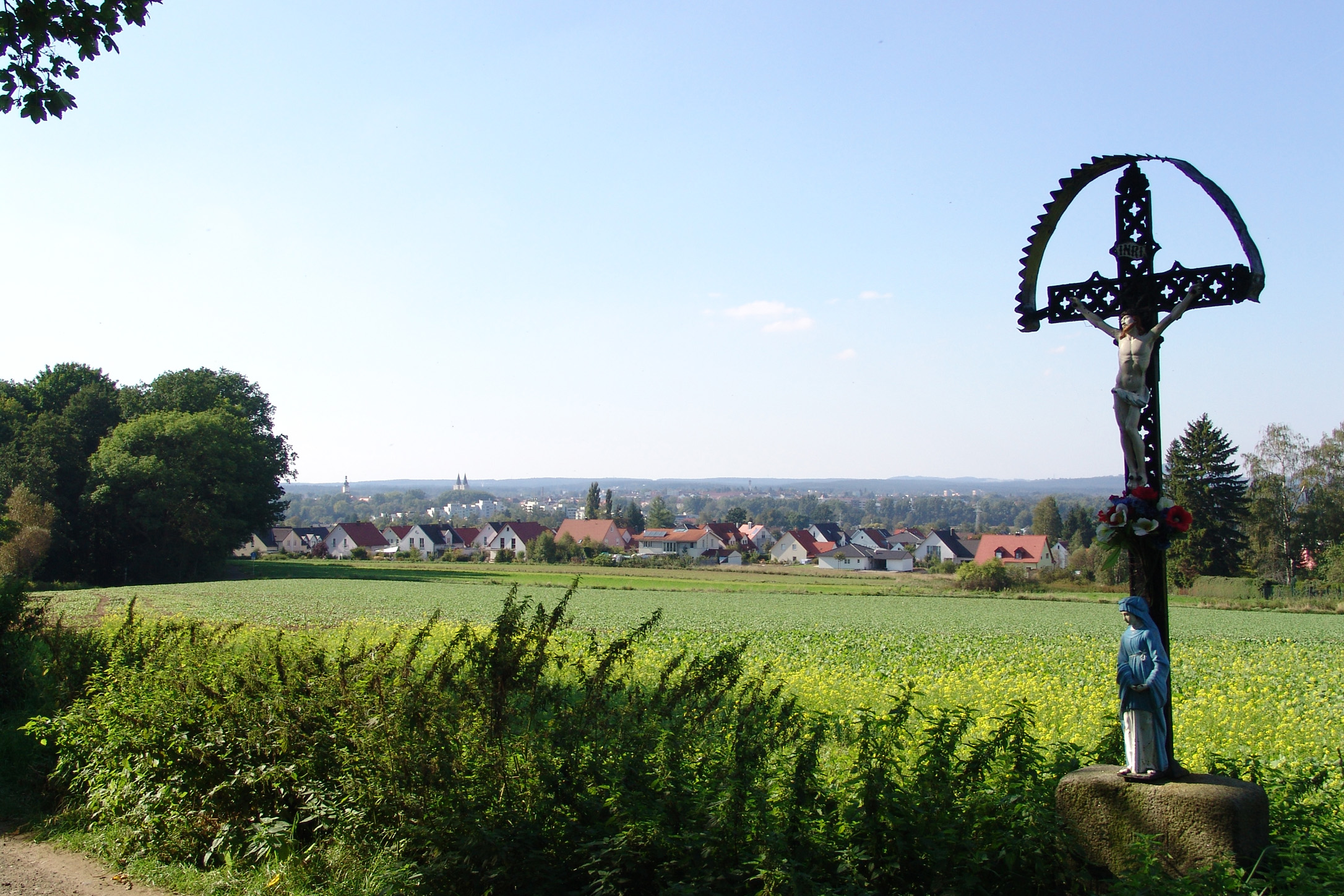
Cruce la drumul spre Weiden

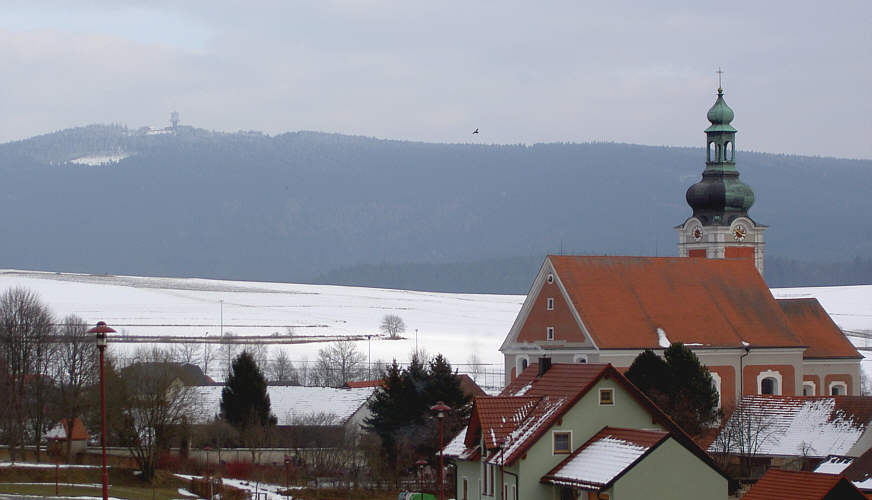
Tillen in nord in Oberpfälzer Wald

- Amberg
- Bärnau
- Bechtsrieth
- Eslarn
- Falkenberg
- Floß
- Flossenbürg
- Freudenberg
- Leuchtenberg
- Mantel
- Moosbach
- Nabburg
- Neualbenreuth
- Neunburg vorm Wald
- Niedermurach
- Pleystein
- Plößberg
- Oberviechtach
- Rötz
- Schirmitz
- Schönsee
- Schwandorf
- Tännesberg
- Tirschenreuth
- Vohenstrauß
- Waidhaus
- Waldmünchen
- Waldsassen
- Waldthurn
- Weiden

## Râuri

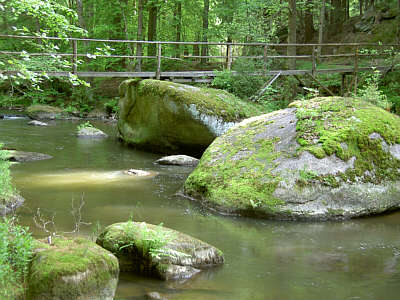
Riul Waldnaab

- Wondreb
- Waldnaab
- Mies
- Pfreimd
- Schwarzach
- Hammerbach

## Cetăți și ruine de cetăți

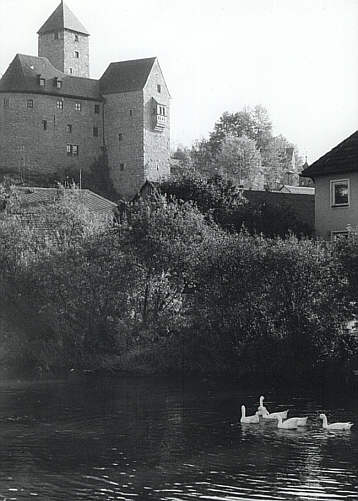
Cetatea Falkenberg in localitatea cu acelasi nume din Landkreises Tirschenreuth

- Burg Neuhaus
- Burg Trausnitz
- Burg Falkenberg (Oberpfalz)
- Haus Murach
- Burgruine Leuchtenberg
- Burgruine Parkstein
- Ruine Störnstein
- Burg Schellenberg
- Burg Flossenbürg
- Burg Frauenstein bei Winklarn
- Ruine Reichenstein bei Schönsee
- Ruine Schwärzenberg
- Ruine Schwarzenburg
- Burg Thannstein
- Waldau
- Wildenau